# San Marino RTV
San Marino RTV S.p.A. es la empresa concesionaria del servicio de radiodifusión pública en la República de San Marino.
Fue fundada en agosto de 1991 con un capital compartido al 50% entre ERAS («Ente para la radiodifusión sanmarinense») y la radiodifusora pública italiana RAI. Actualmente gestiona dos emisoras de radio, dos canales de televisión y un sitio web.
San Marino RTV es miembro de la Unión Europea de Radiodifusión desde 1995.

## Historia
San Marino RTV, la empresa pública de radiodifusión de la República de San Marino, fue constituida en agosto de 1991 como una empresa conjunta entre la sociedad pública ERAS («Ente para la radiodifusión sanmarinense») y la radiodifusora italiana RAI, ambas al 50%. Hasta entonces, San Marino dependía exclusivamente de la radio y televisión italianas. El acuerdo entre ambas partes está sujeto a revisiones periódicas sobre los objetivos de servicio público.
La radio pública, Radio San Marino, inició emisiones en pruebas el 27 de diciembre de 1992 y regularizó el servicio el 25 de octubre de 1993. En cuanto a la televisión. las emisiones en pruebas comenzaron el 24 de abril de 1993 y se regularizaron el 28 de febrero de 1994 con la apertura de los servicios informativos. Desde el primer momento asumió un servicio regional, centrado tanto en la república sanmarinense como en los territorios italianos que la rodean. En 1995, San Marino formalizó su ingreso en la Unión Europea de Radiodifusión.
En 2003 el grupo puso en marcha su propio sitio web. Un año más tarde inició las emisiones de una segunda emisora, San Marino Classic, y en 2011 llegó a un acuerdo con Italia para transmitir el canal de televisión en plataformas de satélite.
San Marino debutó en el Festival de la Canción de Eurovisión en la edición de 2008, y participa regularmente desde 2011.

## Servicios

### Radio
- Radio San Marino (102.7 FM) — Primera radio nacional de San Marino, emite desde 27 de diciembre de 1992. Su programación es generalista, con especial atención a la información.

- San Marino Classic (103.2 FM) — Emisora musical creada en junio de 2004. También retransmite los partidos del Campeonato Sanmarinense de fútbol y las sesiones del Gran y General Consejo.

### Televisión
- San Marino RTV — Programación generalista con noticias, documentales y eventos celebrados en la república.
- San Marino RTV Sport — Programación deportiva, con especial atención a eventos deportivos de San Marino.

## Cobertura
La cobertura de San Marino RTV puede sintonizarse no solo en la república, sino también en territorios aledaños. Las emisiones de radio cubren parte de la costa de Romaña, desde Imola hasta Pésaro, mientras que la señal de televisión está disponible en el territorio comprendido entre Venecia, Bolonia, la Romaña y en partes de la Toscana y Marcas, a través del mux 51 de la televisión digital terrestre.
Desde marzo de 2011, los canales de San Marino RTV están disponibles a través de los satélites Eutelsat Hot Bird 13° y Eurobird 9° Est.

Mapa de cobertura de San Marino RTV.